# Pterogastra
Pterogastra är ett släkte av tvåhjärtbladiga växter. Pterogastra ingår i familjen Melastomataceae.
Kladogram enligt Catalogue of Life:
| Pterogastra | \| \| Pterogastra divaricata \| \| \| \| \| \| Pterogastra minor \| \| \| \| |
|             | \| \| Pterogastra divaricata \| \| \| \| \| \| Pterogastra minor \| \| \| \| |
|             | Pterogastra divaricata                                                       |
|             |                                                                              |
|             | Pterogastra minor                                                            |
|             |                                                                              |